# Дієцезія Роттердам
Дієцезія Роттердам  (лат. Dioecesis Roterodamensis) - дієцезія римо-католицької церкви в Нідерландах. Заснована 16 липня 1955 року шляхом виділення з дієцезії Гарлем-Амстердам, розташована на заході країни. Кафедра єпископа і кафедральний собор святих Лаврентія та Єлизавети знаходиться в місті Роттердам.
Обіймає площу 8 326 км². Налічує 580 тисяч вірних, 154 парафії.